# Matt Niskanen
Matthew Norman "Matt" Niskanen, född 6 december 1986 i Virginia, Minnesota, är en amerikansk professionell ishockeyspelare som spelar för Philadelphia Flyers i NHL. 
Han har tidigare spelat på NHL-nivå för Washington Capitals, Pittsburgh Penguins och Dallas Stars och på lägre nivåer för Iowa Stars i AHL och University of Minnesota-Duluth i NCAA.
Niskanen vann Stanley Cup med Washington Capitals 2018.

## Spelarkarriär

### College
Niskanen gick på University of Minnesota Duluth. År 2005-06, hans första säsong på Minnesota Duluth Bulldogs hockeylag, gjorde han 14 poäng på 38 matcher. Innan dess spelade Niskanen för Virginia / Mountain Iron-Buhl pojkhockeylag och hjälpte Blue Devils till deras första tillstånd gymnasieturnering. Under 2006-07, sin andra säsong på Minnesota-Duluth Bulldogs hockeylag, gjorde han 9 mål, 22 assist under 39 matcher. Niskanen utsågs till 2006-2007 All WCHA First Team.
Niskanen beslutade sig för att lämna college och bli proffs efter sin andra säsong på UMD Bulldogs. 19 mars 2007 undertecknade han ett tryoutkontrakt med Iowa Stars för resten av säsongen. Han undertecknade sedan ett treårigt NHL-kontrakt med Dallas Stars som startade 2007-08.

### NHL

#### Dallas Stars
Niskanen draftades av Dallas Stars i den första rundan och som 28:e spelare totalt i NHL-draften 2005.
Matt Niskanen gjorde sin första NHL-match den 3 oktober 2007, då Colorado Avalanche stod för motståndet. Hans första mål skulle komma mot San Jose Sharks den 29 oktober 2007. Niskanen stod för ett riktigt framgångsrikt rookie-år med Dallas Stars då han i mitten av säsongen ledde ligans plus/minus statistik, vilket gav honom en plats i 2008 års upplaga av NHL:s Young All Star Game. Han gjorde 6 mål och sammanlagt 35 poäng på 80 spelade matcher säsongen 2008–09.

#### Pittsburgh Penguins
Den 21 februari 2011 trejdades Niskanen tillsammans med lagkamraten James Neal till Pittsburgh Penguins i utbyte mot försvararen Alex Goligoski.

#### Washington Capitals
Han tradades till Washington Capitals den 1 juli 2014.
Säsongen 2017–18 blev Niskanen Stanley Cup-mästare med Washington Capitals sedan laget besegrat Vegas Golden Knights i finalserien med sammanlagt 4-1 i matcher.

#### Philadelphia Flyers
Den 14 juni 2019 tradades han till Philadelphia Flyers i utbyte mot Radko Gudas.

## Statistik

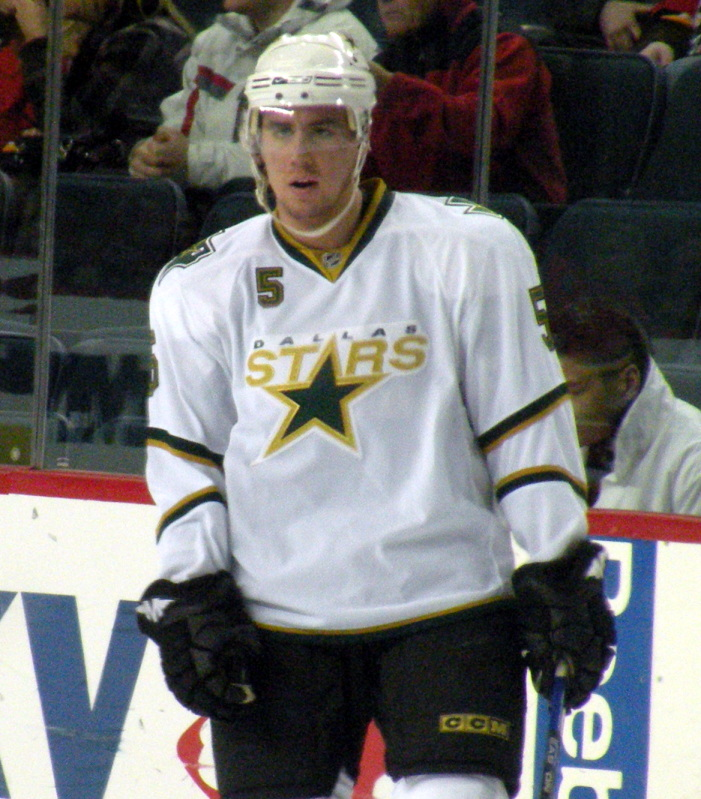
Niskanen med Dallas Stars.

### Klubbkarriär
| Säsong     | Lag                       | Liga       | Matcher | Mål | Assist | Poäng | Utv | Matcher | Mål | Assist | Poäng | Utv |
| 2005–06    | Minnesota Duluth Bulldogs | WCHA       | 38      | 1   | 13     | 14    | 40  | —       | —   | —      | —     | —   |
| 2006–07    | Minnesota Duluth Bulldogs | WCHA       | 39      | 9   | 22     | 31    | 42  | —       | —   | —      | —     | —   |
| 2006–07    | Iowa Stars                | AHL        | 13      | 0   | 3      | 3     | 6   | 12      | 2   | 5      | 7     | 10  |
| 2007–08    | Dallas Stars              | NHL        | 78      | 7   | 19     | 26    | 36  | 16      | 0   | 3      | 3     | 10  |
| 2008–09    | Dallas Stars              | NHL        | 80      | 6   | 29     | 35    | 52  | —       | —   | —      | —     | —   |
| 2009–10    | Dallas Stars              | NHL        | 74      | 3   | 12     | 15    | 18  | —       | —   | —      | —     | —   |
| 2010–11    | Dallas Stars              | NHL        | 45      | 0   | 6      | 6     | 30  | —       | —   | —      | —     | —   |
| 2010–11    | Pittsburgh Penguins       | NHL        | 18      | 1   | 3      | 4     | 20  | 7       | 0   | 1      | 1     | 0   |
| 2011–12    | Pittsburgh Penguins       | NHL        | 75      | 4   | 17     | 21    | 47  | 4       | 1   | 2      | 3     | 6   |
| 2012–13    | Pittsburgh Penguins       | NHL        | 40      | 4   | 10     | 14    | 12  | 15      | 0   | 2      | 2     | 11  |
| 2013–14    | Pittsburgh Penguins       | NHL        | 81      | 10  | 36     | 46    | 51  | 13      | 2   | 7      | 9     | 8   |
| 2014–15    | Washington Capitals       | NHL        | 82      | 4   | 27     | 31    | 47  | 14      | 0   | 4      | 4     | 0   |
| 2015–16    | Washington Capitals       | NHL        | 82      | 5   | 27     | 32    | 38  | 10      | 0   | 3      | 3     | 6   |
| 2016–17    | Washington Capitals       | NHL        | 78      | 5   | 34     | 39    | 32  | 13      | 1   | 3      | 4     | 19  |
| 2017–18    | Washington Capitals       | NHL        | 68      | 7   | 22     | 29    | 36  | 24      | 1   | 8      | 9     | 8   |
| 2018–19    | Washington Capitals       | NHL        | 80      | 8   | 17     | 25    | 41  | 7       | 0   | 2      | 2     | 0   |
| 2019–20    | Philadelphia Flyers       | NHL        | —       | —   | —      | —     | —   | —       | —   | —      | —     | —   |
| NHL totalt | NHL totalt                | NHL totalt | 881     | 64  | 259    | 323   | 460 | 125     | 5   | 35     | 40    | 68  |
| AHL totalt | AHL totalt                | AHL totalt | 13      | 0   | 3      | 3     | 6   | 12      | 2   | 5      | 7     | 10  |